# Nouvelle
Pour les articles homonymes, voir Nouvelle (homonymie).
Une nouvelle est un récit habituellement court. Apparu à la fin du Moyen Âge, ce genre littéraire était alors proche du roman et d'inspiration réaliste, se distinguant peu du conte et de la fable. À partir du XIXe siècle, les auteurs ont progressivement développé d'autres possibilités du genre, en s'appuyant sur la concentration de l'histoire pour renforcer l'effet de celle-ci sur le lecteur, par exemple par une chute surprenante. Les thèmes se sont également élargis : la nouvelle est devenue une forme privilégiée de la littérature fantastique, policière, et de science-fiction.

## Naissance du genre
Al-Hamadhani, écrivain arabo-persan du Xe siècle né à Hamadan, est considéré comme l'inventeur de la « nouvelle », ou tout du moins son précurseur à travers le maqâma.
En France, la nouvelle prend naissance au Moyen Âge. Elle vient s’ajouter, et en partie se substituer, à une multitude de récits brefs : fabliaux, lais, dits, devis, exemple, contes. Les nouvelles étaient d'abord de petites histoires anonymes distribuées gratuitement dans la rue, et qui se distinguaient en deux groupes : les exempla, qui étaient des récits religieux prêchant la morale et les dons à l'église, et les « canard », racontant des faits divers comme des vols, des tromperies, ou des meurtres. Ces derniers ont donné aujourd'hui le mot argotique désignant le journal, qui lui-même rapporte des faits divers.
Directement inspiré du Décaméron (1349-1353) de Boccace, le premier recueil de nouvelles françaises, anonyme, les Cent nouvelles nouvelles, est probablement paru entre 1430 et 1470.
Mais c’est le XVIe siècle qui verra le véritable essor du genre. En 1558, avec L'Heptaméron, Marguerite de Navarre donne au genre ses premières lettres de noblesse : dans ce recueil inachevé de 72 récits, voisinant avec les récits licencieux hérités des fabliaux, on trouve des histoires plus graves, où l’anecdote laisse en partie la place à l’analyse psychologique.

## Premières évolutions
Publiées en 1613 et traduites en français deux ans plus tard, les Nouvelles exemplaires de Miguel de Cervantes, l’auteur de Don Quichotte, connaissent un succès considérable et constituent pour longtemps la référence. Sous leur influence, le genre subit une évolution double, déterminée par ses relations avec le roman. Dans un premier temps, on voit la nouvelle se rapprocher de celui-ci par ses sujets et sa composition : ainsi, La Princesse de Clèves de Madame de La Fayette est considérée, au moment de sa parution, comme une nouvelle. Les romans contemporains intègrent d'ailleurs souvent en leur sein des nouvelles, sous la forme de digressions à l'intérieur du récit principal, ou d'histoires racontées par des personnages à d'autres. Mais la nouvelle se distingue cependant des romans de l’époque, extrêmement longs et touffus, par son action plus resserrée. C’est cette conception qui, dans les dernières décennies du XVIIIe siècle, l’emporte finalement sur la nouvelle « petit roman », et qui se développe au cours du siècle suivant.
En 1614, avec ses Histoires tragiques de notre temps, François de Rosset choisit quant à lui la nouvelle pour raconter des meurtres, des viols, des affaires diaboliques, en s'inspirant des annales judiciaires du moment dans le but de susciter l'horreur.

## Essor du genre
On s’accorde à considérer le XIXe siècle comme l’âge de l'essor de la nouvelle. Et d'Honoré de Balzac (La Maison du Chat-qui-pelote, Contes drolatiques) à Gustave Flaubert (Trois Contes), de Stendhal (Chroniques italiennes), Alfred de Musset à Jules Barbey d'Aurevilly (Les Diaboliques), de George Sand (Nouvelles) à Émile Zola (Contes à Ninon), il n’est guère de romancier d’importance qui n’ait écrit de nouvelles, et même de recueil de nouvelles, comme Prosper Mérimée, Jean de La Varende, Guy de Maupassant qui en a écrit plus de trois cents dans dix-huit recueils publiés de son vivant ; le dramaturge Anton Tchekhov a écrit six cent vingt nouvelles.
Si la nouvelle exploite alors en France surtout les deux veines apparemment opposées du réalisme et du fantastique, il n’est guère de thèmes qu’elle n’aborde, guère de tons qu’elle n’emprunte. Au reste, son prestige ne se limite pas à la France : en témoignent, entre autres, Ernst Theodor Amadeus Hoffmann, Edgar Allan Poe, Henry James, Herman Melville, Alexandre Pouchkine, Nicolas Gogol, Ivan Tourgueniev, Fiodor Dostoïevski, Anton Tchekhov, Léon Tolstoï, et bien d'autres. Il convient enfin de rappeler que c'est au cours du XIXe siècle que sont proposées les théories les plus élaborées du genre, d’abord en Allemagne (Johann Wolfgang von Goethe, qui fonde avec Novelle (de) (Nouvelle) le modèle du genre et Friedrich Schlegel), puis aux États-Unis (Poe et James). Alphonse Allais, fondateur du rire moderne, introduit la folie dans ses nouvelles, comme Les templiers.
Le XXe siècle a vu de nombreux écrivains choisir la forme courte. En France, Jean-Paul Sartre, bien sûr, et son recueil Le Mur, et Albert Camus, avec L'Exil et le Royaume, mais aussi, parmi les contemporains, Alain Robbe-Grillet, inventeur du « Nouveau Roman » (Instantanés, éditions de Minuit), Nathalie Sarraute (Tropismes, même éditeur), Georges-Olivier Châteaureynaud, Dominique Mainard, Hubert Haddad, Nadine Ribault pour n'en citer que quelques-uns, connus ou moins connus. Certains ont choisi de ne s'exprimer (presque) que par la nouvelle, parfois très courte : Jacques Sternberg, écrivain belge dont presque toute l'œuvre emprunte cette forme (188 contes à régler, 300 contes pour solde de tout compte, Contes griffus, etc.). C'est ensuite le cas, plus récemment, du Belge Thomas Gunzig, de Georges Kolebka, d'Hervé Le Tellier et surtout d'Annie Saumont.

## Différenciations
Dans les pays anglo-saxons (et aux États-Unis en particulier), on considère que la nouvelle peut se classifier en trois catégories suivant sa longueur. L'organisation Science Fiction and Fantasy Writers of America en a donné une définition : l'histoire courte (short story) compte moins de 7 500 mots, la novelette (en) comprend les histoires entre 7 500 et 17 499 mots, et le roman court, presque un roman, comprend les histoires entre 17 500 et 40 000 mots.
Dans les pays francophones, la nouvelle, comme la novella et le roman, n'est plus une question de longueur mais une question de conception. Une nouvelle ne porte que sur un événement et n'a pas de temps de repos pour le lecteur, une novella a des événements qui se rapportent à un événement central et un roman a plusieurs événements. La novella et le roman prévoient des temps de repos pour le lecteur. On distingue aussi la nouvelle dite française dont le rythme est rapide et peu explicatif et la nouvelle dite anglaise ou allemande dont le rythme permet d’expliquer les pensées, les réactions des personnages.
La micronouvelle, récit suggestif souvent caustique caractérisé par une brièveté extrême (sans norme universelle précise), est une tradition ancienne, considérée par les critiques littéraires comme un genre à part entière depuis la fin du XXe siècle, et qui a été popularisée par les réseaux sociaux imposant une limite au nombre de caractères par message, à partir de la création de Twitter en 2006.

## Poétique de la nouvelle
Une nouvelle possède plusieurs caractéristiques qui poussent à sa brièveté.
- Contrairement au roman, elle est centrée sur un seul événement.
- Les personnages sont peu nombreux et sont moins développés que dans le roman.
- La fin est souvent inattendue, et prend la forme d'une chute, ou « pointe »[11], parfois longue de quelques lignes seulement. Cependant, il existe aussi des textes de nouvelles « ouverts » caractérisés par une absence de pointe[11].

Charles Baudelaire, traducteur de Edgar Allan Poe, a proposé cette analyse de la nouvelle :

« Elle a sur le roman à vastes proportions cet immense avantage que sa brièveté ajoute à l’intensité de l’effet. Cette lecture, qui peut être accomplie tout d’une haleine, laisse dans l’esprit un souvenir bien plus puissant qu’une lecture brisée, interrompue souvent par le tracas des affaires et le soin des intérêts mondains. L’unité d’impression, la totalité d’effet est un avantage immense qui peut donner à ce genre de composition une supériorité tout à fait particulière, à ce point qu’une nouvelle trop courte (c’est sans doute un défaut) vaut encore mieux qu’une nouvelle trop longue. L’artiste, s’il est habile, n’accommodera pas ses pensées aux incidents, mais, ayant conçu délibérément, à loisir, un effet à produire, inventera les incidents, combinera les événements les plus propres à amener l’effet voulu. Si la première phrase n’est pas écrite en vue de préparer cette impression finale, l’œuvre est manquée dès le début. Dans la composition tout entière il ne doit pas se glisser un seul mot qui ne soit une intention, qui ne tende, directement ou indirectement, à parfaire le dessein prémédité. »

— Notes nouvelles sur Edgar Poe
Éric-Emmanuel Schmitt la définit comme un art du temps :

« Si l'on peut utiliser le roman en débarras fourre-tout, c'est impossible pour la nouvelle. Il faut mesurer l'espace imparti à la description, au dialogue, à la séquence. La moindre faute d'architecture y apparaît. Les complaisances aussi. Parfois, je songe que la nouvelle m'épanouit parce que je suis d'abord un homme de théâtre. On sait depuis Anton Tchekhov, Luigi Pirandello ou Tennessee Williams, que la nouvelle convient aux dramaturges. Pourquoi ? Le  nouvelliste a le sentiment de diriger le lecteur : il l'empoigne à la première phrase pour l'amener à la dernière, sans arrêt, sans escale, ainsi qu'il est habitué à le faire au théâtre. Les dramaturges aiment la nouvelle parce qu'ils ont l'impression qu'elle ôte sa liberté au lecteur, qu'elle le convertit en spectateur qui ne peut plus sortir, sauf à quitter définitivement son fauteuil. La nouvelle redonne ce pouvoir à l'écrivain, le pouvoir de gérer le temps, de créer un drame, des attentes, des surprises, de tirer les fils de l'émotion et de l'intelligence, puis, subitement, de baisser le rideau. »

— Concerto à la mémoire d'un ange (nouvelles), Journal d'écriture
- nouvelle réaliste
- nouvelle fantastique

Cependant, malgré un certain nombre de dénominateurs, la caractérisation de la nouvelle ne fait pas l'unanimité de la critique.

## Concours et prix littéraires
Il existe de nombreux concours de nouvelles, ouverts à tous. La longueur des nouvelles est toujours limitée, généralement entre 4 et 50 feuillets[réf. souhaitée].
De nombreux prix littéraires sont décernés spécifiquement pour les nouvelles. En France, les principaux sont le prix Goncourt de la nouvelle, le prix Boccace et le prix Védrarias. Il existe également des prix pour les auteurs mineurs, comme le prix Clara (des éditions Héloïse d'Ormesson) et le prix Védrarias (de la ville de Verrières-le-Buisson).
Pour les littératures de l'imaginaire, les prix Hugo, Nebula et Locus de la meilleure nouvelle de fantasy ou de science-fiction (avec distinction pour certains d'entre eux des nouvelles courtes et longues) sont parmi les plus prestigieux dans le monde.

## Auteurs de nouvelles

### Nouvelle médiévale et classique
- Jean Boccace
- Geoffrey Chaucer
- Bonaventure Des Périers
- Noël du Fail
- Miguel de Cervantes
- Marguerite de Navarre
- Nicolas de Troyes, début du XVIe siècle
- Angelin Gazet
- Jean de La Fontaine
- Meïlyss de Bardoux
- Horace Walpole

### Temps modernes
- Dominique Vivant Denon (1747-1825)
- Johann von Gœthe (allemand, 1749-1832)
- Honoré de Balzac (1799-1850) — voir Catégorie:Nouvelle de la Comédie humaine
- Prosper Mérimée (1803-1870)
- Gérard de Nerval (1808-1855)
- Edgar Allan Poe (américain, 1809-1849)
- Théophile Gautier (1811-1872)
- Gustave Flaubert (1821-1880)
- Émile Zola (1840-1902)
- Henry James (américain, 1843-1916)
- Joris-Karl Huysmans (1848-1907)
- Octave Mirbeau (1848-1917)
- Guy de Maupassant (1850-1893) — voir Liste des nouvelles de Guy de Maupassant
- Robert Louis Stevenson (écossais, 1850-1894)
- Anton Tchekhov (russe, 1860 - 1904) — voir Liste des nouvelles d'Anton Tchekhov

### Époque contemporaine
- Arthur Conan Doyle (écossais, 1859–1930)
- Luigi Pirandello (italien, 1867-1936)
- Somerset Maugham (britannique, 1874-1965)
- Graham Greene (britannique, 1904-1991)
- Stefan Zweig (autrichien, 1881-1942)
- Franz Kafka (1883-1924)
- David Herbert Lawrence (britannique, 1885-1930)
- Jean de La Varende (1887-1959)
- Paul Morand (1888-1976)
- Katherine Mansfield (néo-zélandaise, 1888-1923)
- Francis Scott Fitzgerald (américain, 1896-1940)
- Vladimir Nabokov (russe, 1899-1977)
- Jorge Luis Borges (argentin, 1899-1986)
- Howard Phillips Lovecraft (américain, 1890-1937)
- Marcel Aymé (1902-1967)
- Marguerite Yourcenar (1903-1987)
- Robert Ervin Howard (américain, 1906–1936)
- Fredric Brown (américain, 1906-1972)
- Dino Buzzati (italien, 1906-1972)
- Daphné du Maurier (britannique, 1907-1989)
- Naguib Mahfouz (égyptien, 1911-2006)
- Ernesto Sábato (argentin, 1911-2011)
- Julio Cortázar (argentin, 1914-1984)
- Shirley Jackson (américaine, 1916-1965)
- Roald Dahl (gallois, 1916-1990)
- Anne Hébert (canadienne, 1916-2000)
- Carson McCullers (américaine, 1917-1967)
- Juan Rulfo (mexicain, 1917-1986)
- J. D. Salinger (américain, 1919-2010)
- Isaac Asimov (américain, 1920-1992)
- José Manuel Castañón (espagnol, 1920-2001)
- Boris Vian (1920-1959)
- Ray Bradbury (1920-2012)
- Mario Benedetti (uruguayen, 1920-2009)
- Clarice Lispector (brésilienne, 1920-1977)
- Leonardo Sciascia (italien, 1921-1989)
- Patricia Highsmith (américaine, 1921-1995)
- Augusto Monterroso (guatémaltèque, 1921-2003)
- Daniel Boulanger (1922-2014)
- Jacques Sternberg (1923-2006)
- Italo Calvino (italien, 1923-1985)
- Richard Matheson (américain, 1926-2013)
- Annie Saumont (française, 1927-2017)
- Pierre Autin-Grenier (français, 1947-2014)
- Philip K. Dick (américain, 1928-1982)
- Alice Munro (canadienne, Prix Nobel de Littérature 2013, 1931-)
- Leonard Michaels (américain, 1933-2003)
- Michel Jeury (français, 1934-2015)
- Christiane Baroche (1935-)
- Georges Leonardos (grec, 1937-)
- Thomas Pynchon (1937-)
- Jean-Louis M. Monod (1938-)
- Raymond Carver (américain, 1938-1988)
- Anne Richter (belge, 1939-2019)
- Franck Pavloff (1940-)
- Danièle Sallenave (1940-)
- Cyrille Fleischman (1941-2010)
- Micheline La France (1944-2014)
- Hubert Haddad (1947-)
- Marc Villard (1947-)
- Frédéric H. Fajardie (auteur du plus grand nombre de nouvelles au XXe siècle : 365, 1947-2008)
- Stephen King (1947-)
- Georges-Olivier Châteaureynaud (1947-)
- Didier Daeninckx (1949-)
- Quim Monzó (catalan, 1952-)
- François Bon (1953-)
- Charbel Tayah (1953-)
- Éric-Emmanuel Schmitt (1960-)
- Bernard Werber (1961-)
- Éric Faye (1963-)
- Nadine Ribault (1964-)
- Amélie Nothomb (1967-)
- Bernard Quiriny (1978-)
- Sylvie Lainé (1957-)